# Eois cedon
Eois cedon là một loài bướm đêm trong họ Geometridae.